# Stefan Lauener
Stefan Lauener, zapisywany również jako Stephan Lauener (ur. w 1898, zm. w 1988) – szwajcarski narciarz. Olimpijczyk, uczestnik mistrzostw świata.
Lauener z zawodu był piekarzem. W latach 1921–1933 uprawiał biegi narciarskie, kombinację norweską i skoki narciarskie. W 1928 zdobył mistrzostwo Szwajcarii w skokach narciarskich. W latach 1927–1928 był prezydentem klubu Wengener Skiclub, który reprezentował.
Wziął udział w Zimowych Igrzyskach Olimpijskich 1928 w Sankt Moritz, gdzie w konkursie kombinatorów norweskich został sklasyfikowany na 13. miejscu.
W swojej karierze dwukrotnie wystartował w rywalizacji skoczków narciarskich na mistrzostwach świata seniorów – w 1925 w miejscowości Jańskie Łaźnie zajął 6. pozycję, a w 1929 w Zakopanem, po skokach na odległość 48 i 48,5 metrów, uplasował się na 21. miejscu.
Na mistrzostwach świata w 1929 wziął także udział w konkursie kombinatorów norweskich, który ukończył na 20. pozycji
Były rekordzista skoczni Bernina-Roseg-Schanze w Pontresinie (56 metrów w 1925).